# Raffaella Reggi
Raffaella Reggi (Faenza, 27 november 1965) is een voormalig tennisspeelster uit Italië. Zij speelt rechtshandig en heeft een tweehandige backhand. Zij was actief in het proftennis van 1981 tot en met 1992. Op 14 september 1991 trad zij in het huwelijk met Maurizio Concato. Daarna speelde zij nog korte tijd onder de naam Raffaella Reggi-Concato.

## Loopbaan
Bij de junioren won Reggi in 1981 de Orange Bowl bij de meisjes tot en met 16 jaar.

### Enkelspel
Reggi debuteerde in 1981 op het WTA-toernooi van Perugia. In 1983 had zij haar grandslamdebuut op Roland Garros. Later dat jaar nam zij ook aan de drie andere grandslamtoernooien deel.
Reggi stond in 1985 voor het eerst in een WTA-finale, op het Italian Open in Tarente – hier veroverde zij haar eerste titel, door de Amerikaanse Vicki Nelson te verslaan. In totaal won zij vijf WTA-titels, de laatste in 1990 in Tarente. Daarnaast was zij zesmaal verliezend finaliste, in het bijzonder op het Tier II-toernooi van Eastbourne in 1989 waar zij verloor van Martina Navrátilová.
Haar beste resultaat op de grandslamtoernooien is het bereiken van de kwartfinale, op Roland Garros 1987 waar zij als veertiende geplaatst was – zij moest uiteindelijk haar meerdere erkennen in het derde reekshoofd Chris Evert. Haar hoogste notering op de WTA-ranglijst is de dertiende plaats, die zij bereikte in april 1988.

### Dubbelspel
Reggi was in het dubbelspel minder actief dan in het enkelspel. Zij debuteerde in 1982 op het Italian Open in Perugia, samen met de Canadese Carling Bassett. In 1983 had zij haar grandslamdebuut op Roland Garros, met de Amerikaanse Pam Casale aan haar zijde. Later dat jaar nam zij met Casale ook aan het US Open deel.
Reggi stond in 1985 voor het eerst in een WTA-finale, op het Italian Open in Tarente, samen met landgenote Sandra Cecchini – hier veroverde zij haar eerste titel, door het Italiaanse koppel Patrizia Murgo en Barbara Romanò te verslaan. In totaal won zij vier WTA-titels, de laatste in 1992 in Auckland, samen met de Zuid-Afrikaanse Rosalyn Fairbank-Nideffer. Daarnaast was zij tienmaal verliezend finaliste, in het bijzonder op het Tier I-toernooi van Montreal in 1990, samen met de Canadese Helen Kelesi.
Haar beste resultaat op de grandslamtoernooien is het bereiken van de kwartfinale. Haar hoogste notering op de WTA-ranglijst is de 25e plaats, die zij bereikte in juni 1991.

#### Gemengd dubbelspel
In 1986 won Reggi haar enige grandslamtitel, op het US Open, samen met de Spanjaard Sergio Casal. In de finale versloegen zij de Amerikanen Martina Navrátilová en Peter Fleming.

### Tennis in teamverband
In de periode 1982–1992 maakte Reggi deel uit van het Italiaanse Fed Cup-team – zij behaalde daar een winst/verlies-balans van 18–15. Viermaal bereikte zij de kwartfinale van de Wereldgroep (in 1984–1986 en 1991).
In 1991 nam zij met Paolo Canè deel aan de Hopman Cup – al in de eerste ronde verloren zij van de latere winnaars, Monica Seles en Goran Prpić uit het toenmalig Joegoslavië.

## Posities op deWTA-ranglijst
Positie per einde seizoen:
| jaar | ranking enkelspel | ranking dubbelspel |
| ---- | ----------------- | ------------------ |
| 1982 | 127               | –                  |
| 1983 | 47                | –                  |
| 1984 | 62                | –                  |
| 1985 | 42                | –                  |
| 1986 | 22                | 76                 |
| 1987 | 17                | 66                 |
| 1988 | 23                | 33                 |
| 1989 | 21                | 37                 |
| 1990 | 23                | 55                 |
| 1991 | 75                | 29                 |
| 1992 | 55                | 37                 |

## Palmares
| Legenda                |
| ---------------------- |
| Grandslamtoernooi      |
| Olympische Spelen      |
| Year-End Championships |
| Tier I                 |
| Tier II                |
| Tier III               |
| Tier IV & V            |

### WTA-finaleplaatsen enkelspel
| nr.              | finale     | toernooi         | ondergrond    | tegenstandster          | score         |
| ---------------- | ---------- | ---------------- | ------------- | ----------------------- | ------------- |
| gewonnen finales |            |                  |               |                         |               |
| 1.               | 1985-05-05 | WTA Tarente      | gravel        | Vicki Nelson            | 6-4, 6-4      |
| 2.               | 1986-05-25 | WTA Lugano       | gravel        | Manuela Maleeva         | 5-7, 6-3, 7-6 |
| 3.               | 1986-11-16 | WTA San Juan     | hardcourt     | Sabrina Goleš           | 7-6, 4-6, 6-3 |
| 4.               | 1987-08-09 | WTA San Diego    | hardcourt     | Anne Minter             | 6-0, 6-4      |
| 5.               | 1990-05-06 | WTA Tarente      | gravel        | Alexia Dechaume         | 3-6, 6-0, 6-2 |
| verloren finales |            |                  |               |                         |               |
| 1.               | 1985-05-12 | WTA Barcelona    | gravel        | Sandra Cecchini         | 3-6, 4-6      |
| 2.               | 1987-04-05 | WTA Charleston   | gravel        | Manuela Maleeva         | 7-5, 2-6, 3-6 |
| 3.               | 1988-07-17 | WTA Brussel      | gravel        | Arantxa Sánchez Vicario | 0-6, 5-7      |
| 4.               | 1989-06-25 | WTA Eastbourne   | gras          | Martina Navrátilová     | 6-7, 2-6      |
| 5.               | 1989-11-05 | WTA Indianapolis | hardcourt (i) | Katerina Maleeva        | 4-6, 4-6      |
| 6.               | 1991-02-11 | WTA Oslo         | tapijt (i)    | Catarina Lindqvist      | 3-6, 0-6      |

### WTA-finaleplaatsen vrouwendubbelspel
| nr.              | finale     | toernooi        | ondergrond    | partner                   | tegenstandsters                     | score         |         |
| ---------------- | ---------- | --------------- | ------------- | ------------------------- | ----------------------------------- | ------------- | ------- |
| gewonnen finales |            |                 |               |                           |                                     |               |         |
| 1.               | 1985-05-05 | WTA Tarente     | gravel        | Sandra Cecchini           | Patrizia Murgo Barbara Romanò       | 1-6, 6-4, 6-3 |         |
| 2.               | 1988-04-03 | WTA Tampa       | gravel        | Terry Phelps              | Cammy MacGregor Cynthia MacGregor   | 6-2, 6-4      |         |
| 3.               | 1991-02-17 | WTA Linz        | tapijt (i)    | Manuela Maleeva           | Petra Langrová Radomira Zrubáková   | 6-4, 1-6, 6-3 |         |
| 4.               | 1992-02-02 | WTA Auckland    | hardcourt     | Rosalyn Fairbank-Nideffer | Jill Hetherington Kathy Rinaldi     | 1-6, 6-1, 7-5 |         |
| verloren finales |            |                 |               |                           |                                     |               |         |
| 1.               | 1988-07-17 | WTA Brussel     | gravel        | Katerina Maleeva          | Mercedes Paz Tine Scheuer-Larsen    | 6-7, 1-6      |         |
| 2.               | 1988-10-16 | WTA Filderstadt | hardcourt (i) | Elna Reinach              | Iwona Kuczyńska Martina Navrátilová | 1-6, 4-6      |         |
| 3.               | 1989-08-20 | WTA Albuquerque | hardcourt     | Arantxa Sánchez Vicario   | Nicole Provis Elna Reinach          | 6-4, 4-6, 2-6 |         |
| 4.               | 1989-10-15 | WTA Filderstadt | hardcourt (i) | Elna Reinach              | Gigi Fernández Robin White          | 4-6, 6-7      |         |
| 5.               | 1989-10-22 | WTA Bayonne     | hardcourt (i) | Elna Reinach              | Manon Bollegraf Catherine Tanvier   | 6-7, 5-7      |         |
| 6.               | 1990-08-05 | WTA Montreal    | hardcourt     | Helen Kelesi              | Betsy Nagelsen Gabriela Sabatini    | 6-3, 2-6, 2-6 |         |
| 7.               | 1991-02-11 | WTA Oslo        | tapijt (i)    | Sabine Appelmans          | Claudia Kohde-Kilsch Silke Meier    | 6-3, 2-6, 4-6 |         |
| 8.               | 1991-10-06 | WTA Milaan      | tapijt (i)    | Sabine Appelmans          | Sandy Collins Lori McNeil           | 6-7, 3-6      | details |
| 9.               | 1992-02-16 | WTA Linz        | tapijt (i)    | Claudia Porwik            | Monique Kiene Miriam Oremans        | 4-6, 2-6      |         |
| 10.              | 1992-02-23 | WTA Cesena      | tapijt (i)    | Sabine Appelmans          | Catherine Suire Catherine Tanvier   | forfait       |         |

### WTA-finaleplaatsen gemengd dubbelspel
| nr.              | finale     | toernooi | ondergrond | partner      | tegenstanders                     | score    |         |
| ---------------- | ---------- | -------- | ---------- | ------------ | --------------------------------- | -------- | ------- |
| gewonnen finales |            |          |            |              |                                   |          |         |
| 1.               | 1986-09-07 | US Open  | hardcourt  | Sergio Casal | Martina Navrátilová Peter Fleming | 6-4, 6-4 | details |

## Resultaten grandslamtoernooien
| Legenda | Legenda                          |
| ------- | -------------------------------- |
| g.t.    | geen toernooi gehouden           |
| l.c.    | lagere categorie                 |
| –       | niet deelgenomen                 |
| G       | uitgeschakeld in de groepsfase   |
| 1R      | uitgeschakeld in de eerste ronde |
| 2R      | uitgeschakeld in de tweede ronde |
| 3R      | uitgeschakeld in de derde ronde  |
| 4R      | uitgeschakeld in de vierde ronde |
| KF      | uitgeschakeld in de kwartfinale  |
| HF      | uitgeschakeld in de halve finale |
| F       | de finale verloren               |
| W       | het toernooi gewonnen            |
| w-v     | winst/verlies-balans             |

### Enkelspel
| Toernooi        | 1983 | 1984 | 1985 | 1986 | 1987 | 1988 | 1989 | 1990 | 1991 | 1992 | w-v  |
| --------------- | ---- | ---- | ---- | ---- | ---- | ---- | ---- | ---- | ---- | ---- | ---- |
| Australian Open | 1R   | –    | –    | g.t. | –    | –    | 4R   | 4R   | 1R   | –    | 6-4  |
| Roland Garros   | 1R   | 3R   | 4R   | 2R   | KF   | 2R   | 2R   | 2R   | –    | 1R   | 13-9 |
| Wimbledon       | 2R   | 1R   | –    | 4R   | 4R   | –    | 3R   | 1R   | –    | –    | 9-6  |
| US Open         | 2R   | 2R   | 2R   | 4R   | 3R   | 2R   | 1R   | 3R   | –    | –    | 11-8 |

### Vrouwendubbelspel
| Toernooi        | 1983 | 1984 | 1985 | 1986 | 1987 | 1988 | 1989 | 1990 | 1991 | 1992 | w-v  |
| --------------- | ---- | ---- | ---- | ---- | ---- | ---- | ---- | ---- | ---- | ---- | ---- |
| Australian Open | –    | –    | –    | g.t. | –    | –    | 3R   | 1R   | KF   | –    | 5-3  |
| Roland Garros   | 1R   | 1R   | 1R   | 2R   | 3R   | 2R   | 3R   | 3R   | –    | 3R   | 10-9 |
| Wimbledon       | –    | 1R   | –    | 1R   | 1R   | –    | 2R   | –    | –    | –    | 1-4  |
| US Open         | 1R   | 1R   | 1R   | 1R   | 3R   | KF   | 2R   | –    | –    | –    | 6-7  |

### Gemengd dubbelspel
| Australian Open | –  | –  | g.t. | –  | KF | 1R | 1-2 |
| Roland Garros   | 3R | –  | HF   | 1R | –  | –  | 5-3 |
| Wimbledon       | –  | –  | 3R   | KF | –  | –  | 3-2 |
| US Open         | –  | 2R | W    | HF | –  | –  | 8-1 |